# XIV Batallón de Fortaleza de la Luftwaffe
El XIV Batallón de Fortaleza de la Luftwaffe (XIV. Luftwaffen-Festungs-Bataillon) fue una unidad de la Luftwaffe durante la Segunda Guerra Mundial.

## Historia
Fue formado en septiembre de 1944 a partir del 1214.º Batallón de Campaña de la Luftwaffe, con 3 compañías, fue destinado al VII Ejército en Eifel. Entró en acción en Lommersdorf (Eifel) con el Grupo de Combate Riederberger. Para la formación se recurrió a personal de la Escuela Técnica Aérea 2 en Faßberg, Escuela Técnica Aérea 3 en Múnich, Escuela Técnica Aérea 7 en Detmold, I Batallón/101.º Grupo de Reconocimiento de Largo Alcance y el XII Batallón de Reemplazo Aéreo. Después fue trasladado al campo de maniobras de Bergen. El 20 de septiembre de 1944 el batallón llegó al frente cerca de los pueblos de Lauersdorf y Rollersbroich, donde sufrió grandes pérdidas durante cuatro días. La 3.ª Compañía de Fortificación de la Fuerza Aérea fue destruida por completo el 22 de septiembre de 1944. El 26 de septiembre de 1944, se dividieron los restos del batallón entre el 1055.º Regimiento de Granaderos y el 1056.º Regimiento de Granaderos. El 27 de septiembre de 1944 fue integrado en la 89.ª División de Infantería.
| Unidad       | Correo Postal |
| Plana Mayor  | 63337 A       |
| 1.ª Compañía | 63337 B       |
| 2.ª Compañía | 63337 C       |
| 3.ª Compañía | 63337 D       |